# Kyselina selenová
Kyselina selenová je jednou ze dvou kyslíkatých kyselin selenu. Získáváme ji oxidací kyseliny seleničité nebo práškového selenu chlorem: Jejím anhydridem je oxid selenový.
H2SeO3 + Cl2 + H2O → H2SeO4 + 2HCl,
resp.
Se + 3Cl2 + 4H2O → H2SeO4 + 6HCl,
nebo kyselinou chlorečnou případně zahříváním s koncentrovaným peroxidem vodíku.
Kyselina selenová je bezbarvá krystalická látka, která se vyznačuje oxidačními vlastnostmi. Je málo stálá. Snadno odštěpuje kyslík. Ve vodě se zejména za tepla dobře rozpouští a jako pevná látka je silně hygroskopická. S vodou tvoří hydráty, zejména monohydrát H2SeO4.H2O, který tvoří jehlicovité krystaly, tající při 25 °C. Její tavenina při ochlazování snadno tvoří podchlazenou taveninu, která se chová jako silně viskózní kapalina.
Zahříváním par na vysokou teplotu se rozkládá na oxid seleničitý, vodu a kyslík:
2H2SeO4 → 2SeO2 + 2H2O + O2.
Soli kyseliny selenové se nazývají selenany a jsou podobné síranům (solím kyseliny sírové). Zajímavou vlastnost má směs kyseliny selenové a kyseliny chlorovodíkové. Tato směs má podobné účinky na vzácné kovy jako směs kyseliny chlorovodíkové a kyseliny dusičné, která se nazývá lučavka královská, neboť z chlorovodíku uvolňuje aktivní chlor za současné redukce na kyselinu seleničitou (opak přípravy kyseliny selenové, viz první rovnice shora).